# Кубок Хорватії з футболу 1996—1997
Кубок Хорватії з футболу 1996—1997 — 6-й розіграш кубкового футбольного турніру в Хорватії. Титул вдруге поспіль здобула Кроація (Загреб).

## Календар
| Раунд       | Дата                 | Матчі | Клуби   |
| ----------- | -------------------- | ----- | ------- |
| 1/16 фіналу | 13-26 серпня 1996    | 16    | 32 → 16 |
| 1/8 фіналу  | 4-10 вересня 1996    | 8     | 16 → 8  |
| 1/4 фіналу  | 16/22-23 жовтня 1996 | 8     | 8 → 4   |
| 1/2 фіналу  | 9/16 квітня 1997     | 4     | 4 → 2   |
| Фінал       | 29 травня 1997       | 1     | 2 → 1   |

## 1/16 фіналу
| Команда 1               | Рахунок      | Команда 2         |
| ----------------------- | ------------ | ----------------- |
| 13 серпня 1996          |              |                   |
| Напрдеак (Велика Млака) | 2:3          | Сегеста           |
| Хайдук (Придрага)       | 1:6          | Хайдук (Спліт)    |
| Младост (Храстовец)     | 1:3          | Вартекс           |
| Орієнт (Рієка)          | 0:0 пен. 5:6 | Беліще            |
| 14 серпня 1996          |              |                   |
| Славен Белупо           | 1:0          | Істра (Пула)      |
| Младост 127             | 1:2 дч       | Осієк             |
| Славонія (Пожега)       | 3:1          | Б'єловар          |
| Баранья                 | 1:2 дч       | Кроація (Джаково) |
| Хрватскі Драговоляц     | 3:1          | Цибалія           |
| Вараждин                | 1:5          | Рієка             |
| Солін Калтенберг        | 0:3          | Загреб            |
| Загорец                 | 1:1 пен. 5:3 | Шибеник           |
| Подвіньє                | 0:1 дч       | Інкер (Запрешич)  |
| 17 серпня 1996          |              |                   |
| Врбовец                 | 0:3          | Дубровник         |
| 20 серпня 1996          |              |                   |
| Госпич                  | 0:0 пен. 5:4 | Задаркомерц       |
| 26 серпня 1996          |              |                   |
| Зриньські (Бошняці)     | 0:5          | Кроація (Загреб)  |

## 1/8 фіналу
| Команда 1           | Рахунок | Команда 2         |
| ------------------- | ------- | ----------------- |
| 4 вересня 1996      |         |                   |
| Осієк               | 3:0     | Сегеста           |
| Загреб              | 2:1     | Загорец           |
| Інкер (Запрешич)    | 2:1     | Беліще            |
| Славен Белупо       | 3:6     | Кроація (Загреб)  |
| Хрватскі Драговоляц | 1:0     | Рієка             |
| Госпич              | 0:3     | Дубровник         |
| 10 вересня 1996     |         |                   |
| Хайдук (Спліт)      | 3:1     | Славонія (Пожега) |
| Вартекс             | 4:0     | Кроація (Джаково) |

## 1/4 фіналу
| Команда 1         | Заг. | Команда 2           | 1-й матч | 2-й матч |
| ----------------- | ---- | ------------------- | -------- | -------- |
| 16/22 жовтня 1996 |      |                     |          |          |
| Дубровник         | 1:4  | Кроація (Загреб)    | 1:1      | 0:3      |
| 16/23 жовтня 1996 |      |                     |          |          |
| Осієк             | 4:3  | Хайдук (Спліт)      | 2:1      | 2:2      |
| Вартекс           | 2:4  | Хрватскі Драговоляц | 1:3      | 1:1      |
| Загреб            | 4:0  | Інкер (Запрешич)    | 3:0      | 1:0      |

## 1/2 фіналу
| Команда 1           | Заг. | Команда 2 | 1-й матч | 2-й матч |
| ------------------- | ---- | --------- | -------- | -------- |
| 9/16 квітня 1997    |      |           |          |          |
| Кроація (Загреб)    | 2:1  | Осієк     | 2:1      | 0:0      |
| Хрватскі Драговоляц | 2:6  | Загреб    | 1:3      | 1:3      |

## Фінал
| 29 травня 1997 |

| Кроація (Загреб)                 | 2:1      | Загреб    |
| -------------------------------- | -------- | --------- |
| Цвитанович 30' (пен.) Відука 69' | Протокол | Сопич 77' |

| «Максимір», Загреб Глядачів: 15 000 Арбітр: Горан Марич |